# 熊毛町
熊毛町（くまげちょう）は、山口県の東部にかつてあった町。熊毛郡に所属していた。
2003年（平成15年）4月21日、徳山市、新南陽市、鹿野町と合併し新たに周南市となり消滅した。

## 地理
山口県の東部、山間部に位置していた。山陽道の宿場町として栄え、また旧徳山市のベッドタウンともなっていた。

## 歴史
- 1956年（昭和31年）9月30日 - 熊毛郡勝間村・高水村・三丘村・八代村が新設合併して熊毛町が発足。
- 2003年（平成15年）4月21日 - 徳山市・新南陽市・都濃郡鹿野町と新設合併して周南市が発足。同日熊毛町は廃止された。

## 地域

### 教育
- 山口県立熊毛北高等学校

## 交通

### 鉄道
- 西日本旅客鉄道（JR西日本）
  - 岩徳線：高水駅 - 勝間駅 - 大河内駅

### 道路

#### 高速道路
- 山陽自動車道（熊毛IC）

#### 国道
- 国道2号
- 国道376号

## 名所・旧跡・観光スポット・祭事・催事
- ナベヅル（八代地区に飛来）

## 出身者
- 大田良充（政治家、元熊毛町長）
- 酒井充子（映画監督、元北海道新聞記者）
- 光田康典（作曲家、音楽プロデューサー）

## その他
- 当時、警察は光警察署が管轄しており、現在も光署が管轄している。
- 消防も光地区消防組合が管轄し、合併後も光地区消防組合北消防署が呼坂にあり、旧熊毛町内を管轄している。
- 熊毛郵便局は民営化を前に集配をやめ、遠く離れた徳山郵便局が旧熊毛町内の集配を担当していたが、合併後の2016年（平成28年）3月7日に集配を再開した。